# Dolhasca
Dolhasca (pronunciat en romanès: [dolˈhaska]) és una ciutat del comtat de Suceava, al nord-est de Romania. Es troba a la regió històrica de Moldàvia occidental. Dolhasca és el vuitè assentament urbà més gran del comtat, amb una població de 11.009 habitants, segons el cens del 2011.
Va ser declarada ciutat el 2004, juntament amb altres set localitats del comtat de Suceava. La ciutat administra set pobles: Budeni, Gulia, Poiana, Poienari, Probota, Siliștea Nouă i Valea Poienei.
Tot i ser una ciutat, Dolhasca sembla un assentament rural en molts aspectes i la principal ocupació dels habitants és l'agricultura. El monestir de Probota, construït el 1530 pel governant moldau Petru Rareș, és a prop de la ciutat. Entre els nadius notables de Dolhasca s'hi troba l'humorista Alexandru Arșinel i el neurocirurgià Constantin N. Arseni.

## Demografia
El 2002, Dolhasca tenia 11.009 habitants, el 90% dels quals eren romanesos i la resta romaní. En aquell moment, era una de les localitats rurals més poblades del comtat de Suceava.